# غريغ هيس
غريغ هيس (بالإنجليزية: Gregory Hess)‏ هو اقتصادي أمريكي، ولد في 6 أغسطس 1962.